# Kurt Koch
Kurt Koch, född 15 mars 1950 i Emmenbrücke, Luzern, är en schweizisk kardinal och ärkebiskop. Han var biskop av Basel från 1995 till 2010. Koch är sedan 2010 ordförande för Påvliga rådet för främjande av kristen enhet.

## Biografi
Kurt Koch studerade vid Luzerns universitet och vid Münchens universitet. Hans doktorsavhandling i teologi bär titeln Der Gott der Geschichte. Theologie der Geschichte bei Wolfhart Pannenberg als Paradigma einer philosophischen Theologie in ökumenischer Perspektive. Koch prästvigdes av biskop Otto Wüst den 20 juni 1982. 
I augusti 1995 valdes Koch till biskop av Basel och biskopsvigdes av påve Johannes Paulus II i Peterskyrkan den 6 januari året därpå. Påven assisterades vid detta tillfälle av ärkebiskop Giovanni Battista Re och ärkebiskop Jorge María Mejía. Koch var ordförande för den schweiziska biskopskonferensen från 2007 till 2010. År 2010 utnämnde påve Benedikt XVI Koch till ordförande för Påvliga rådet för främjande av kristen enhet med titeln ärkebiskop.
Den 20 november 2010 upphöjde påve Benedikt XVI Koch till kardinaldiakon med Nostra Signora del Sacro Cuore in Circo Agonale som titeldiakonia. Kardinal Koch deltog i konklaven 2013, vilken valde Franciskus till ny påve.